# 김학규 (1947년)
김학규(金學奎, 1947년 12월 14일 ~ )는 대한민국의 정치인이다. 제6대 민선 5기 용인시장을 역임했다.

## 학력
- 신갈국민학교 (졸업)
- 수원중학교 (졸업)
- 수원고등학교 (졸업)
- 강남대학교 (행정학 / 학사)
- 건국대학교 (행정학 / 석사)
- 조지워싱턴 대학교 행정경영대학원 최고경영자 및 고위정책결정자 과정 (수료)

## 경력
- 1991.07 ~ 1995.06 제3대 경기도의회 의원
- 법무부 수원구치소 교정협의회장
- 수지신용협동조합 1,2,3대 이사장
- 민주평통 용인시 협의회장
- 신협경기지역협의회장
- 前 민선5기 제6대 경기 용인시장(민주당(2010,7.1 ~ 2014.6.30)

## 논란
건설업자에게 청탁과 함께 수천만원의 금품을 받은 혐의로 구속기소되어 1심에서 징역 3년6월에 벌금 5천만원과 추징금 4천만원을 선고받았다.

## 역대 선거 결과
|  | 63.3% |

|  | 28.96% |

|  | 24.07% |

|  | 33.9% |

|  | 9.49% |

|  | 47.47% |

|  | 9.63% |